# Instytut Filozofii Uniwersytetu Rzeszowskiego
Instytut Filozofii Uniwersytetu Rzeszowskiego (IF UR) – jednostka dydaktyczno-naukowa należąca do struktur Kolegium Nauk Humanistycznych Uniwersytetu Rzeszowskiego, powstała w 1996 roku w wyniku podziału dotychczasowego Instytutu Filozofii i Socjologii na dwa oddzielne instytuty. W latach 2005–2013 jednostka ta tworzyła międzywydziałowy instytut podporządkowany bezpośrednio władzom uczelni. W jej skład wchodzi 5 zakładów. Prowadzi działalność dydaktyczną i badawczą związaną z historią filozofii, filozofią niemiecką, ontologią, antropologią filozoficzna religioznawstwem oraz filozofia kultury. Instytut kształci studentów na kierunku filozofia. W 2012 roku na instytucie studiowało łącznie 163 studentów, wyłącznie na studiach dziennych. 
W Instytucie Filozofii (stan na rok akademicki 2013/2014) zatrudnionych jest 19 pracowników naukowo-dydaktycznych, w tym 1 z tytułem profesora zatrudniony na stanowisku profesora zwyczajnego, 7 doktorów habilitowanych na stanowisku profesora nadzwyczajnego, 9 doktorów na stanowisku adiunkta i 2 magistrów na stanowisku asystenta. 

## Historia
Początki filozofii w Rzeszowie sięgają lat 60. XX wieku, kiedy w Wyższej Szkole Pedagogicznej – obecnie Uniwersytecie Rzeszowskim – utworzono Zakład Nauk Społeczno-Historycznych. W 1982 powstała Katedra Filozofii i Socjologii, przekształcona następnie w instytut. W 1996 miał miejsce podział tej jednostki na dwa instytuty: Socjologii oraz Filozofii. 4 lipca 2005 Instytut Filozofii wyłączono ze struktur Wydziału Społeczno-Historycznego i przekształcono go w Międzywydziałowy Instytut Filozofii. W kwietniu 2013, w wyniku połączonych starań władz wydziałowych i instytutowych, został włączony ponownie w struktury Wydziału Socjologiczno-Historycznego.

## Poczet dyrektorów
1. prof. dr hab. Andrzej Zachariasz (1996–2012)
2. dr hab. Przemysław Paczkowski (2012–2019)
3. dr hab. Krzysztof Bochenek (od 2019)

## Władze Instytutu
W kadencji 2020–2024:
| Stanowisko         | Imię i nazwisko            |
| ------------------ | -------------------------- |
| Dyrektor           | dr hab. Krzysztof Bochenek |
| Zastępca Dyrektora | dr Włodzimierz Zięba       |

## Struktura organizacyjna
Instytut Filozofii składa się z pięciu następujących Zakładów:

### Zakład Historii Filozofii
Samodzielni pracownicy naukowi:
- dr hab. Przemysław Paczkowski – kierownik Zakładu
- dr hab. Krzysztof Bochenek
- dr hab. Witold Nowak

### Zakład Filozofii Społecznej i Filozofii Kultury
Samodzielni pracownicy naukowi:
- dr hab. Beata Guzowska – kierownik Zakładu
- prof. dr hab. Leszek Gawor
- prof. dr hab. Vasil Gluchman
- dr hab. Magdalena Michalik-Jeżowska

### Zakład Filozofii Człowieka
Samodzielni pracownicy naukowi:
- dr hab. Artur Mordka – kierownik Zakładu
- dr hab. Romana Kolarzowa

### Zakład Filozofii Współczesnej
Samodzielni pracownicy naukowi:
- dr hab. Andrzej Niemczuk – kierownik Zakładu

### Zakład Etyki
Samodzielni pracownicy naukowi:
- prof. dr hab. Aleksander Bobko – kierownik Zakładu
- dr hab. Magdalena Żardecka

## Kierunki kształcenia
Instytut kształci studentów na studiach licencjackich (3 letnie) na kierunku filozofia o specjalnościach:filozofia teoretyczna, komunikacja społeczna, filozofia prawa, państwa i polityki.
Absolwenci studiów I stopnia mogą kontynuować naukę na studiach magisterskich uzupełniających (2 letnie) na kierunkach i specjalnościach: filozofia teoretyczna, komunikacja społeczna, filozofia prawa, państwa i polityki.
Ponadto w Rzeszowie i Tarnobrzegu instytut prowadzi również studia podyplomowe w kierunku filozofia i etyka